# Sequía (serie de televisión)
Sequía (Crimes Submersos en portugués) es una serie de televisión hispano-portuguesa de thriller, escrito por Arturo Ruiz y Daniel Corpas y dirigido por Joaquín Llamas y Oriol Ferrer, para las cadenas principales de las emisoras públicas RTVE (La 1) y RTP (RTP1). La serie está protagonizada por Elena Rivera, Rodolfo Sancho, Miryam Gallego y Miguel Ángel Muñoz, entre otros, junto a intérpretes portugueses como Marco D'Almeida y Margarida Marinho. La serie se estrenó el 18 de enero de 2022 en La 1 en España, y el 21 de enero de 2022 en RTP1 en Portugal.

## Trama
A causa de una fuerte sequía, el pequeño pueblo de Campomediano ha resurgido de las aguas, revelando dos cadáveres escondidos en una de las casas. Ante la deducción de que se trata de un crimen escondido durante muchos años, la inspectora Daniela Yanes (Elena Rivera) es puesta a cargo del caso. Este suceso también causa que dos familias poderosas en ambos lados de la frontera entre España y Portugal se vean envueltas en una investigación que se remonta a finales de los años 90.

## Reparto

### Principal
- Elena Rivera como Daniela Yanes Torres
- Rodolfo Sancho como Martín Ruiz
- Marco D'Almeida como Hélder Gomes
- Miryam Gallego como Paula Barbosa
- Guilherme Filipe como Luis Barbosa

con la colaboración especial de
- Miguel Ángel Muñoz como Óscar Santos

### Secundario
- Margarida Marinho como Amalia Sousa Cardoso (Episodio 1 - Episodio 6; Episodio 8)
- Rita Loureiro como Mónica (Episodio 1 - Episodio 7)
- Soraia Chaves como Cristina "Tina" Pereira (Episodio 1; Episodio 3; Episodio 5; Episodio 7 - Episodio 8)
- Fernando Andina como Duarte
- Diogo Martins como João Portela
- Fanny Gautier como Carmen
- Paco Marín como Antonio Hurtado (Episodio 2 - Episodio 3; Episodio 8)
- Nacho Nugo como Rubén Ruiz Barbosa
- Luis Ganito como Joaquín Sousa Cardoso (Episodio 1 - Episodio 6; Episodio 8)
- Paula Lobo Antunes como Clara (Episodio 1; Episodio 3 - Episodio 4; Episodio 6)
- Celia Castro como Isabel (Episodio 5 - Episodio 6)
- Ana Jara como Paula Barbosa (joven)
- Pepe Nufrio como Martín Ruiz (joven) (Episodio 1 - Episodio 3; Episodio 6 - Episodio 8)
- Alejandro Chaparro como Tomás Sanjurjo (Episodio 4 - Episodio 7)
- João Craveiro como André Carvalho "El Tuerto" (Episodio 5 - Episodio 8)
- Lucía Ráez como Paula Barbosa (niña) (Episodio 3)

con la colaboración especial de
- Juan Margallo como Abuelo que encuentra los cuerpos(Episodio 1)
- Jorge Usón como Forense (Episodio 1 - Episodio 4)
- Juan Gea como Comisario Javier Ortiz (Episodio 1 - Episodio 5)

## Temporadas y episodios
| Temporada | Temporada | Episodios | Estreno             | Final              | Audiencia media (España) | Audiencia media (España) | Audiencia media (España) |
| Temporada | Temporada | Episodios | Estreno             | Final              | Espectadores             | Cuota                    |                          |
| --------- | --------- | --------- | ------------------- | ------------------ | ------------------------ | ------------------------ | ------------------------ |
|           | 1         | 8         | 18 de enero de 2022 | 4 de marzo de 2022 | 769 000                  | 6,4%                     |                          |

## Capítulos
| N.º | Título                      | Dirigido por   | Escrito por                                                                                               | Fecha de estreno en España | Fecha de estreno en Portugal | Audiencia en España | Audiencia en Portugal |
| --- | --------------------------- | -------------- | --- | -------------------------- | ---------------------------- | ------------------- | --------------------- |
| 1   | «La mitad de un todo»       | Joaquín Llamas | Argumento: Joaquín Llamas y Miguel Sáez Guión: Arturo Ruiz                                                | 18 de enero de 2022        | 21 de enero de 2022          | 1 277 000 (9,2%)    | 347 700 (7,3%)        |
| 2   | «Malabares»                 | Joaquín Llamas | Argumento: Joaquín Llamas y Miguel Sáez Guión: Daniel Corpas y Arturo Ruiz Serrano                        | 25 de enero de 2022        | 28 de enero de 2022          | 990 000 (7,3%)      | 269 800 (6,1%)        |
| 3   | «Vectores opuestos»         | Joaquín Llamas | Argumento: Joaquín Llamas y Miguel Sáez Guión: Nuria Cabello Rivera, Daniel Corpas y Arturo Ruiz Serrano  | 1 de febrero de 2022       | 4 de febrero de 2022         | 918 000 (6,7%)      | 145 500 (4,5%)        |
| 4   | «Rendirse no es una opción» | Oriol Ferrer   | Argumento: Joaquín Llamas y Miguel Sáez Guión: José Antonio Valverde, Daniel Corpas y Arturo Ruiz Serrano | 8 de febrero de 2022       | 11 de febrero de 2022        | 836 000 (6,2%)      | 170 000 (4,3%)        |
| 5   | «El verso suelto»           | Oriol Ferrer   | Argumento: Joaquín Llamas y Miguel Sáez Guión: José Antonio Valverde, Daniel Corpas y Arturo Ruiz Serrano | 15 de febrero de 2022      | 18 de febrero de 2022        | 774 000 (5,8%)      | 161 400 (4,1%)        |
| 6   | «Mi búsqueda interior»      | Oriol Ferrer   | Argumento: Joaquín Llamas y Miguel Sáez Guión: Nuria Cabello Rivera, Daniel Corpas y Arturo Ruiz Serrano  | 15 de febrero de 2022      | 25 de febrero de 2022        | 600 000 (6,5%)      | 154 800 (4,2%)        |
| 7   | «Valerse por sí mismo»      | Joaquín Llamas | Argumento: Joaquín Llamas y Miguel Sáez Guión: José Antonio Valverde, Daniel Corpas y Arturo Ruiz Serrano | 3 de marzo de 2022         | 4 de marzo de 2022           | 458 000 (5,7%)      | 137 000 (3,8%)        |
| 8   | «Corriente»                 | Joaquín Llamas | Argumento: Joaquín Llamas y Miguel Sáez Guión: Arturo Ruiz Serrano y Daniel Corpas                        | 4 de marzo de 2022         | 11 de marzo de 2022          | 297 000 (4,0%)      | 117 000 (3,2%)        |

- Los dos últimos capítulos fueron emitidos en la franja de late night.

## Producción
El 25 de mayo de 2021, las cadenas públicas RTVE y RTP anunciaron la coproducción Sequía, con Elena Rivera, Rodolfo Sancho, Miryam Gallego, Miguel Ángel Muñoz, Juan Gea, Marco D´Almeida, Soraia Chaves, Margarida Marinho y Guilherme Filipe de protagonistas, que empezaría su rodaje el 14 de junio de 2021. Más imágenes fueron sacadas un mes después, el 21 de junio. A finales de septiembre de ese año fue presentada en el Festival Iberseries Platino Industria.

## Lanzamiento y marketing
El tráiler de la serie salió a finales de septiembre de 2021, coincidiendo con la presentación en el Festival Iberseries Platino Industria. Originalmente RTVE pensó estrenar la serie en España en noviembre de 2021, pero esos planes se cayeron y finalmente fue anunciada el 11 de enero de 2022 para el día 18 de enero. En Portugal, la RTP anunció, también el 11 de enero de 2022, que la serie se estrenaría en RTP1 el 21 de enero de 2022.